# Les Adieux de saint Florian
Les Adieux de saint Florian ou Le Congé de saint Florian (Abschied des heiligen Florian) est une peinture à l'huile sur panneau (76 x 67 cm) d'Albrecht Altdorfer, datant de 1518-1520 environ et conservé à la Galerie des Offices à Florence.

## Histoire
L'oeuvre, analogue à la toile Le Martyre de saint Florian, également conservé aux Offices, fait partie d'une série d'au moins sept panneaux d'un polyptyque sur les épisodes des Histoires de saint Florian. Les autres se trouvent au Germanisches Nationalmuseum de Nuremberg (3 exemplaires), à la Národní Galerie de Prague (1) et le dernier dans une collection privée à Berlin (1). L'œuvre complète devait ressembler au Polyptyque des histoires de saint Sébastien et de la Passion, peint par le même artiste à Ratisbonne, pour l'église collégiale de Linz (1518 ). 
Les deux tableaux florentins sont arrivés aux Offices depuis la collection Spannocchi de la pinacothèque nationale de Sienne, échangées en 1914 pour enrichir la collection de la Renaissance nordique des Offices.

## Description et style
Saint-Florian, un soldat romain d'Enns, avait défendu les chrétiens de Haute-Autriche en 304, ce qui lui a valu d'être martyrisé au moyen d'une pierre à meule attachée autour du cou et jetée avec lui dans la rivière Inn. Comme une légende raconte qu'il a éteint un feu avec un seul seau d'eau, il a été souvent représenté comme un protecteur contre le feu.
Dans le tableau, le jeune saint, vêtu comme un pèlerin, quitte la ville, prenant congé avec les dignitaires. Un cortège l'accompagne. On aperçoit l'arc de la ville, et au loin un paysage de montagne, éclairé par une lumière extraordinaire. Le récit, inspiré de Paracelse, est facilement lisible, grâce au style populaire et accrocheur.